# 2H Company
2H Company — культовая российская андеграундная музыкальная группа из Санкт-Петербурга, существовавшая с 2001 по 2009 год и исполнявшая экспериментальный хип-хоп (альтернативный рэп в сочетании с IDM). Коллектив был образован дуэтами «Ёлочные игрушки» (Александр Зайцев, Илья Барамия) и «Провинция» (Михаил Феничев, Михаил Ильин), исполнявшими соответственно электронную музыку и хип-хоп.
Известны, прежде всего, своими альбомами «Психохирурги» и «Искусство ухода за АК-47». Также являются авторами музыки для первого в мире рэп-балета — «Ринг». Выступали на фестивалях Plug'n'play (СПб), АВАНТ (Москва), Shrinking Cities (Берлин), Nokia Lab (МСК), стали первой хип-хоп группой, участвовавшей на крупнейшем рок-фестивале России «Нашествие».
После распада, в течение десятилетия, многие тексты были исполнены в последующем проекте Михаила Феничева — «Есть Есть Есть», а также трибьют-группой Mishamish. В 2021 году произошло возрождение проекта под названием 3H Company; 17 сентября группа выпустила трибьют-альбом «8 жизней».

## Характеристика творчества
Ещё до выхода первого альбома музыкальный стиль группы определялся нестандартно. Так, например, проект 2H Company по аналогии со стилями nu jazz и nu funk причисляли к nu hip-hop, отмечая также социальную агрессию текста.
После выхода дебютного альбома музыкальный стиль, в котором играла группа, имел разные определения:
- «киберпанк-версия хип-хопа»,
- «альтернативный хип-хоп местной выделки»,
- «умопомрачительный рэп не для всех».

Изначально, как видно из названия, мы думали о том, что делаем, как о разновидности хип-хопа. Но в процессе работы очень быстро поняли такую вещь: тексты Миши Феничева очень необычны, и его манера исполнения — тоже. Всё это выпадает из того, что принято называть рэпом, а значит, и музыка должна максимально выпадать из того, что принято в рэпе или хип-хопе. Поэтому хип-хоп и рэп — это не то, что мы развиваем или продолжаем, но то, от чего мы отталкиваемся как от противного. Ведь чтобы сделать шаг, нужно место, от которого ногой можно оттолкнуться.Александр Зайцев, 2005
Нет смысла соревноваться с американскими рэперами. Лучше, чем они, Миша не прочитает, да и мы не спродюсируем лучше, чем, например, Timbaland. Зато мы можем сделать что-то своё, если не будем никому пытаться подражать.Илья Барамия, 2005
Нам хотелось бы думать, что 2h — только оттолкнулся от хип-хопа, но является неким новым, русским направлением в сочетании музыки и поэзии. Поэтому наши работы со Стасом Барецким, Лёхой Никоновым и Андреем Родионовым стоят с 2h в одном ряду.Илья Барамия, 2006
Я никогда не слушал, не любил и не писал хип-хоп. То, что проект 2H Company считают хип-хопом — досадное недоразумение. Есть хип-хоп, есть русский хип-хоп, если вы придёте к ним и спросите, (а у кого же ещё спрашивать?) то они вам скажут, что 2Н Со — никакой не хип-хоп, и будут правы. В случае с Мишей Феничевым нас интересует уникальное вменяемое высказывание о мире и времени, а не те формы, которые оно принимает или нет.Александр Зайцев, 2006
Второй альбом группы отсылает на такие произведения, как пьеса «Dostoevsky-Trip» и роман «Голубое сало» Владимира Сорокина, рассказы Филиппа К. Дика, роман «Криптономикон» Нила Стивенсона, музыка Depeche Mode и The Prodigy (The Fat of the Land) и мн. др.
В журнале «Billboard» про «ЁИ» и «2H» было сказано: «Несколько шагов в сторону от традиционного хип-хопа могут оказаться полезными для всей культуры. Всегда находятся те, кто пытается сломать тесные рамки даже совсем молодого стиля. Два маргинальных коллектива из Санкт-Петербурга не хотят играть по правилам российской хип-хоп-сцены».
Эта «H» в названии была очевидным намёком на хип-хоп. Тогда мы думали, что само слово рэп вызывает негативные эмоции. А хип-хоп — это нейтрально, более правильно в нашем случае. Миша, он вообще много этой музыки слушал. И мы решили: делаем хип-хоп. А со временем стало понятно, что всё наоборот. Ни какой это не хип-хоп, а, скорее, рэп.Александр Зайцев, 2007
По версии корреспондента из издания «Русский репортёр» Владислава Моисеева, Михаил Феничев стоял у истоков культурного явления под названием «абстрактный русский хип-хоп».

## История

### «Ёлочные игрушки»
Илья Барамия родился 18 июня 1973 года в Ломоносове. Окончил физико-математический интернат № 45 при ЛГУ.
Александр Зайцев родился в 1973 году в Степногорске. Окончив школу с золотой медалью, поступил в ЛГУ на факультет прикладной математики — процессов управления. Среди любимых музыкальных исполнителей — ранний Мэттью Херберт, Autechre (альбом «Untilted» — «вообще шедевр, это как джаз 50-х годов, как Сесил Тейлор и Колтрейн – та же свобода, та же импровизация, только сделанная с помощью секвенсоров и fm-синтеза»).
Российский проект «Ёлочные игрушки» получил бо́льшую известность на Западе, нежели в России, благодаря немалой дискографии в стиле экспериментальной электронной музыки. Вернувшись из Англии в 2000-м году, дуэт горел идеей русской актуальной музыки; А. Зайцев говорил: «Вот новая русская литература есть, её и тут читают, и за рубежом знают и уважают. А новой русской музыки нет. Сорокин есть, Пелевин... а в музыке?»

### Группа «Провинция»
Михаил Феничев родился 4 декабря 1979 года в Горбунках, где ходил в те же местные детский сад и школу, что и Михаил Ильин, причём родители обоих работали на птицефабрике «Ломоносовская». В пионерском лагере увлекался «Алисой». Учился в СПбГАСУ по специальности «вентиляция и газотеплоснабжение». Работал продавцом в музыкальном магазине «Союз», затем на мебельной фабрике.
Михаил Ильин родился 27 июня 1980 года. Учился в той же школе, что и Феничев, но на класс младше. Окончил РГПУ имени А. И. Герцена, получив профессию учителя географии. Преподавал экологию в школе, работал в музыкальном магазине.
Рэп-группа «Провинция» была создана в середине 1990-х Михаилами Ильиным и Феничевым; также в ней участвовал их старый друг, пользовавшийся программой «FastTracker», именно он позже стал прототипом персонажа Александра в треке «Майор Паранойя». На счету группы всего пара выступлений на рэп-фестивалях (в т. ч. на московском «Rap Music» в 1998 году, где были ещё 11 участников) и в клубах. Также была издана одна демо-кассета. Вскоре название было изменено на «La Province».
Потом всё это стало неинтересно. Люди в тусовке слушали только рэп, одни и те же группы, играли на одних и тех же вечеринках, не происходило ничего нового.
По словам Барамии, Феничеву данный опыт так не понравился, что «Миша наотрез отказывался выступать». Однако группа всё же не распалась сразу, а отошла в сторону трип-хопа, отказавшись от использования компьютера в пользу живых инструментов.

### 2001 год: Создание квартета
Хорошо, насчёт рэпа не знаю, но слово хип-хоп — это точно то, что нас в этом проекте объединяет. Так что давайте и назовём 2Н COMPANY — компания любителей хип-хопа.Александр Зайцев
Михаил познакомился с группой «Ёлочные игрушки» в баре на дне рождения друга. Объединившись в 2001 году силами Александром Зайцевым и Ильёй Барамией, группа стала записывать композиции по душе в рэп-стиле. Михаил Феничев показал остальным участникам сразу много своих текстов. Изначально звучание старались делать приближённым к рэпу, с барабанными кольцами, скретчерами на репетициях.
Спустя некоторое время А. Зайцевым было предложено само название, как производное от английского выражения «hip-hop» — «2H» и компания. Также, по словам участников, название может пониматься как «зубная компания» («2H» — «tooth») или как «тушь» (барабанная), иногда также отмечается схожесть с изотопом водорода дейтерием — 2H.
Проект 2H Company для «Ёлочных игрушек» стал первым опытом работы с рэпом, хотя «ЁИ» не раз пробовали добавлять голос к своим композициям, желая даже сделать что-то похожее на британские группы Moloko или Portishead: например, до этого были работы с вокалом Addie Brik и Веры Гоголь.
Приходит какая-нибудь девушка и говорит, мол, спою всё, что скажете. А мы отвечаем: мы не знаем, что тебе петь. Мы знаем, что играть, а ты сама строй вокальную партию.Александр Зайцев
Название первого трека «Prov», записанного и изданного в 2001 году, можно понимать не только как «провинция», но и как сокращение от русского слова «проверка» или «проба». Группой и композицией заинтересовался петербургский лейбл «ChebuRec», включив трек в CD-сборник (компиляцию) российской электронной музыки «Выход в город два», выпущенный 1 декабря 2001 года в честь двухлетия лейбла. Возможно, это был первый случай сочетания рэп-читки и экспериментальной электроники[уточнить].
По словам Ильи Барамии, у 2H Company нет единой идеологии, у каждого участника свои взгляды. А по словам Александра Зайцева, есть книги, которые обязательно читал каждый участник, например, книги Владимира Сорокина.

### 2002—2005: Психохирурги
Как-то я сидел в пабе в Кембридже и слушал новый альбом группы Moloko. Я подумал — как было бы здорово, приехав в Россию, зайти в бар и услышать там новый альбом русской группы; чтобы это было так же круто. Мы себя определяем как русский проект: помним, кто мы, зачем и откуда. Если мы можем быть интересными для других в мире, то только тем, чем от них отличаемся.Александр Зайцев
Летом 2002 года группа снова собралась в студии, записав треки «Чушь» и «Космос». Тогда же появились сырые версии треков «Семь жизней», «Майор Паранойя», «Урсула Ким» под чужие биты.
Самый первый концерт группы прошёл на организованном лейблом «Cheburec» фестивале «Plug'n'play» 28—29 ноября 2003 года в петербургском клубе «Red».
«2H Company» и «Ёлочные Игрушки» выступили 29 мая 2004 года в петербургском клубе «Грибоедов», 10 июня — в клубе «Молоко».
17 июня в известном московском клубе «16 Тонн» состоялся концерт «Ёлочных Игрушек» и 2H Company, ставший для квартета первым концертом в Москве. Тогда и был презентован материал будущего альбома.
16 июля 2004 года лейблом «ChebuRec» был выпущен на CD дебютный альбом группы «Психохирурги» — сочетание непрямых IDM-ритмов и категоричной социальной агрессии в текстах. По итогам года альбом стал №1 на сайте «Звуки.Ру», продержавшись 3 месяца в хит-параде, а также был назван лучшим дебютом 2004 года. Альбом привлёк вниманиерадиостанций «BBC» и Радио «Свобода», вышло несколько программ о 2H Company, в том числе на телеканалах «СТС» и «MTV Россия».
Позже Феничев вспоминал концерт «2H Company» на фестивале «Shrinking Cities» в Берлине как один из самых запоминающихся в карьере: «Нас позвали туда на фестиваль, который проходил в защиту здания «Дворца советов», если не ошибаюсь с названием. Такое огромное наследие ГДР. Его в итоге снесли, принципиально, насколько я понял, потому что нам рассказывали, что снос такого конструктива обходился дороже его постройки. И вот нам посчастливилось успеть выступить в нём».
В 2005 году выступили и дали интервью на канале «TVCi»  в телепрограмме «Открытый Проект: Пробы». В том же году выступали на концерте с группой «Психея», где получили плевки на сцену и негативные выкрики полуторатысячной публики. 27 июля выступили в московском клубе «Б2». 30 июля приняли участие на фестивале «Пикник „Афиши“» в парке «Красная Пресня», где А. Зайцев познакомился с Олегом Нестеровым — главой лейбла «Снегири-музыка», впоследствии переиздавшего «Психохирургов» в том же году. В августе приняли участие в фестивале «Нашествие».

### 2005—2007: Альбом «Искусство ухода за АК-47» и балет «Ринг»
6 октября 2005 года группа выступила с ещё не выпущенным материалом в клубе «Джао Да»; отрывок из видеозаписи концерта — исполнение трека «Рэп больше не кал» — попал в DVD-сборник «Хип Хоп В России 3», 2006; там же были исполнены песни «Фил, часть первая» и «Фил, часть вторая», в будущем альбоме выпущенные одним произведением под названием «Филип Дик», также был представлен трек «Полоски». В преддверии Хеллоуина, вечером 28 октября, выступили в московской фабрике технических бумаг «Октябрь».
В начале 2006 года у 2H Company и у «Ёлочных игрушек» было несколько успешных выступлений на Украине с другими музыкантами из сборника «Запрещённая эстрада», в т. ч. со Стасом Барецким; в Киеве вход на концерт даже пришлось закрыть, когда набралось 600 человек. 7 марта 2H Company выступили в московском клубе «Ikra» после презентации альбома ЁИ «Warm Math» («Тёплая математика»), концерт открыл Олег Нестеров, а завершил Стас Барецкий.
В июне Ильин, Феничев и Зайцев появились на радио в программе «Argentum» на «Эхо Москвы» сразу после двух концертов. Также в 2006 году лейблом «Снегири» был выпущен совместный альбом «ЁИ» под названием «Дикие ёлочные игрушки», в котором второй композицией значатся «Враги».
Михаил Феничев в 2000-х познакомил Александра и Илью с Кириллом Ивановым (род. 26 августа 1984 года). Кирилл работал журналистом, снял даже телесюжет для Пятого канала про андеграундный русский хип-хоп. Стал фронтменом группы «Самое Большое Простое Число», поработал также над треками «Снуп» и «Белое» из альбома «Дикие ёлочные игрушки». Принимал участие в чтении текстов «Рэп больше не кал» и «Филипп Дик» альбома «Искусство ухода за АК-47».

В феврале 2007 года группу покинул Михаил Ильин. 22 марта вышел альбом «Искусство ухода за АК-47», обложку которого нарисовал постоянный художник «Ёлочных Игрушек» Паша Шевченко. В апреле вышел первый в России выпуск журнала «Billboard», в котором была беседа участников группы.
Также в апреле в Мариинском театре состоялась премьера первого в мире рэп-балета под названием «Ринг» с хореографией Алексея Мирошниченко, о чём тогда же было сказано даже в сюжете на Первом канале. Впоследствии трек «Сумрачный Абсурд» из балета был опубликован в интернете. 21 апреля группа выступила в Москве на втором международном фестивале электронной музыки и медиа искусства «Абракадабра», где четвёртым участником стал битбоксер Галун. 14 июня группа выступила в тульском клубе «Сигма-Один», 8 сентября — в клубе «16 тонн», в декабре — в челябинском клубе «Garage Underground».

### 2008—2009: последние годы деятельности
Первый концерт 2008 года был дан 31 январе в клубе «Икра», позднее там же были даны концерты 24 апреля (вместе с Галуном) и 8 июня. 17 октября выступили в петербургском клубе «A2». В том же году Михаил Феничев поучаствовал в записи двух треков («16-ти этажка», а также припев песни «Это») альбома «СБПЧ Оркестр» группы «Самое большое простое число», который вышел в ноябре 2008 года на лейбле «Снегири»; текст трека «16-ти этажка» изначально планировался для балета, но в итоге не был в нём использован. 19 декабря выступили в клубе «Грибоедов».
30 января 2009 года выступили в «Зале ожидания». 27 февраля вновь выступили в клубе «А2». 22 июня в музее Анны Ахматовой в Фонтанном доме по заказу к 120-летию поэтессы поэт Михаил Феничев под музыку Барамии и Зайцева прочитал своё новое стихотворение «Святки.2009», стоя в проёме окна на втором этаже, тогда как публика была на улице; однако трек так и не был записан в студии. В том же году группа расформировалась.

## 2010—2021: от распада до воссоединения
Скорее всего, это пауза. Потому что нам не очень нравилось, что получается сейчас. Мы завязали с концертами и, в итоге, со студийной работой. Не знаю, насколько надолго?Михаил Феничев
Автор текстов и вокалист Михаил Феничев теперь входит в состав коллектива «Есть Есть Есть», существующего с 2010 года; в журнале «Афиша Daily» сообщалось: «помимо традиционно длинных и фантасмагорических текстов там звучат, например, гитара и труба». Кроме новых текстов в репертуар коллектива также входит и много песен с текстами 2H Company, но с новыми аранжировками. В первом альбоме группы — «Дорогой мой человек» — были использованы тексты, сочинённые Феничевым ещё во времена 2H Company; в 2010 году в сети даже появились демо-версии так и не выпущенных распавшейся группой восьми треков общей продолжительность 37 минут. Феничев признавался, что те пробные записи треков участникам 2H Company не очень понравились. Текст «Святки.2009» конвертировался в песню «Святки» во втором альбоме группы под названием «Сатана в отпуске» (2012). В третьем альбоме — «Сказки для Кейто» (2016) — появились персонажи из альбомов 2H Company.
Михаил Ильин во второй половине 2010-х несколько раз играл музыку в клубе «Танцплощадка».
Александр Зайцев выпустил несколько сольных релизов.
Илья Барамия с 2017 года является участником дуэта «АИГЕЛ» вместе с Айгель Гайсиной. На концерт «Аигел» 2 ноября 2019 года в петербургском клубе «ZAL» были заявлены секретные гости — ими оказались Галун (на разогреве) и Михаил Феничев, вместе с которым была исполнена песня «Адекватно».
8 сентября 2019 года в пространстве «Kuznya House» на Новой Голландии в качестве завершения книжного фестиваля «Ревизия» состоялся концерт трибьют-группы Mishamish — рэперов Михаила Феничева и Михаила Ильина при поддержке диджея Скотча, пообещавших исполнить кавер-версии всех песен альбома «Психохирурги», а также отыгравших днём в прямом эфире диджей-сет на онлайн-радио Новой Голландии «NHI FM». На концерте были исполнены также треки «Полоски» и «Рэп больше не кал».

## 3H Company
2 июня 2021 года было объявлено о воссоединении Михаила Феничева, Михаила Ильина и Ильи Барамии в группу под названием 3H Company (стилизованно IIIH company). Первое выступление было запланировано на 4 июля на фестивале St. Fields в «Севкабель Порту», но из‑за распространения коронавирусной инфекции COVID-19 фестиваль был перенесён на 18–19 сентября, причём участие 3H Company стало под вопросом. Однако 1 июля было анонсировано бесплатное выступление коллектива 4 июля на Морской площади Севкабель Порта, сопровождаемое диджей-сетами Барамии и Ильина, в качестве тизера фестиваля.
Феничев так прокомментировал новое трио: «Думая о том, что можно сказать про воссоединение, я представляю плохо освещённую маленькую сцену в видавшем виды безлюдном баре. На неё из темноты выходят три грузных джаз-музыканта с палочками и седой щетиной. Но всё это звучит грустно, и в памяти всплывает спасительная аналогия: седобородые старики из Beastie Boys встречаются в нью-йоркском парке и начинают неистово рубиться в баскет. В общем, я точно так же, с удовольствием, порублюсь при нашей игре». Барамия про воссоединение сказал следующее: «Главная идея нашего реюниона — вернуться в прошлое и попытаться переосмыслить два классических альбома 2H Company. Посмотрим, что из этого получится и насколько переработанные версии песен будут интересны новому слушателю». Первый релиз группы намечен на весну 2022 года.
Новостное издание LIVE24 назвало воссоединение «событием, о равных которому успело помечтать столько поколений фанатов, что уже пора бы было и на самом деле произойти». На интернет-портале DTF было высказано следующее: «Золотой век нового русского рэпа оказался короток, жанр быстро выдохся и выродился: сейчас в нём властвуют шоумен Моргенштерн и молодняк вроде OG Buda и Soda Luv, которые делают весёлые, но не отягощённые особым смыслом песенки. Так что сейчас для возвращения 2H Company самое время, к тому же ни их тексты, ни музыка за прошедшие 12 лет нисколько не устарели».

## Критика
Сочетание сюрреалистичных текстов с незаурядным чувством юмора, написанных на русском языке, и непривычной электронной музыки сразу привлекло к себе много внимания и вызвало споры. Участники группы были названы самыми актуальными и интеллектуальными представители российской хип-хоп-сцены. Музыкальный обозреватель газеты «Коммерсантъ» Борис Барабанов в 2007 году назвал группу «чуть ли не главным музыкальным открытием первой половины десятилетия [2000-х] в российской немейнстримовой музыке». На страницах издания «Коммерсантъ Weekend» в 2009 году коллектив был также удостоен описания «выдающейся группы с первоклассной музыкальной составляющей и блестящими текстами», а про Михаила Феничева было отмечено, что тот «читает так, как в русскоязычном хип-хопе не читал никто» и что его речитативы «совершенно безупречны: стройная логика даже в сюрреалистичном тексте, чуткое интонирование, дикция». В хабаровском молодёжном журнале «Urban Trash» в 2008 году в интервью с Ильёй Барамией было отмечено: «Для России норма, когда отечественные группы являются адаптированной вариацией того, что уже существует на западе. «2H Company» в число подобных групп не входит. Они — это то, что должно было появиться здесь, сейчас и именно в такой форме. Самобытное и нестандартное музыкальное явление на стыке экспериментальной электроники и хип-хопа, не нуждающееся в жанровом определении». Группа была отмечена журналом Time Out среди главных мировых рэп-звёзд.
Барнаульское издание «Vatokata» в 2010 году писало: «У СБПЧ, на первый взгляд, тексты более простые, чем у 2H Company, более лаконичные — а потому кажется, что смысл в них более глубокий». Радиф Кашапов из «Звуки.ру», говоря о 2H Company и Есть Есть Есть, писал, что «скорострельную читку текстов можно ставить на одну полку классиков современной русской поэзии». Александр Горбачёв из «Афиша Daily» в 2011 году писал: «до того был Децл со всей своей гоп-компанией, была „Каста“, ещё кто-то был, но именно после появления 2H Company я лично убедился в том, что российский хип-хоп может быть не только диковинным патокультурным феноменом, но и натуральным искусством, что и здесь есть свои доморощенные мастера церемониала, которые могут оттарабанить за четыре минуты почти что научно-фантастический роман», а также журналист отметил, что «вторая пластинка — ещё сложнее и заковыристее первой». В 2007 году А. Горбачёв писал о 2H Company: «При всем богатстве выбора — лучшая русская хип-хоп-группа». Рецензенткой сайта Colta.ru Натальей Югриновой «2H Company» были названы самым нестыдным проектом отечественного хип-хопа, однако в противовес дебютному альбому «Есть Есть Есть» (который, по её словам, «очень легко слушать») она отметила, что «в альбомы 2H Company можно было только отчаянно вслушиваться».
Альбом «Психохирурги» был назван одним из самых блестящих и модных дисков 2005 года — «В хлёстких постмодернистских текстах 2H Company проза жизни приобретает волшебные черты». В 2009 году в мини-рецензии анархистского издания «Автоном» на дебютный альбом было сказано, что «тексты песен можно бы издать в каком-нибудь поэтическом сборнике», при этом музыка была названа занудной. В рецензии еженедельной студенческой газеты «УниверCITY Томск» писалось: «Любимчик современной молодежи Иван Алексеев a.k.a. Noize MC называет себя «Лучший фристайлер России». Оно, возможно, и так, да только по скорости парни из 2H Company дадут сто очков вперед»; альбом «Психохирурги» получил оценку 4/5 с пометкой, что «альбом интересный, но оказывает разное воздействие на слушателей», а лучшими его треками были названы «Семь жизней» и «Майор Паранойя». Изданием «Выбирай соблазны большого города. Самара» альбом «Психохирурги» был назван великим, а также было отмечено, что «во многом СПБЧ двигаются по предложенному 2H Company вектору».
Владислав Моисеев выделил из дискографии группы три программные песни Михаила Феничева: «Огурец мозга», «Рэп больше не кал» и «Дзен и искусство ухода за АК-47».
Павел Яблонский из издания The Village в своём отзыве на дебютный альбом 3H Company, «8 жизней», написал: «Старые слушатели улыбнутся, вспомнят молодость и смахнут слезу, а вместе с ними, глядишь, и молодёжь откроет для себя 2H Company — как ни крути, одно из важнейших явлений на стыке электроники и хип-хопа в истории российской сцены».

## Состав группы

### 2H Company

#### Последний состав
- Михаил Феничев — MC (2001—2009)
- Илья Барамия — электроника (2001—2009)
- Александр Зайцев — электроника (2001—2009)

#### Бывшие участники
- Михаил Ильин — MC (2001—2007)
- Кирилл Иванов — MC (2007)

### 3H Company

#### Текущий состав
- Михаил Феничев — MC (2021—настоящее время)
- Михаил Ильин — MC (2021—настоящее время)
- Илья Барамия — электроника (2021—настоящее время)

## Дискография

### Альбомы

#### Студийные альбомы
- «Психохирурги» (46:19): 16 июля 2004 — ChebuRec, 2005 — Снегири, + второе переиздание в декабре

1. Семь Жизней Part 1 (2:48)
2. Чушь (4:00)
3. Майор Паранойя (2:50)
4. Урсула Ким (5:17)
5. Огурец Мозга (5:33)
6. Инструментал (3:07)
7. Семь Жизней Part 2 (3:52)
8. Меланхолия (4:13)
9. Адаптация (5:19)
10. Люди В Черном (5:06)
11. Космос (3:32)
12. Джаз-Паранойя Для Яна (1:47)

- «2H Company» (49:36): 2005 — Beautiful Losers, Extra

(перезаписанный в 2005-м году дебютный альбом с другим треклистом и звучанием треков)
1. Семь Жизней. Часть Первая (2:30)
2. Майор Паранойя (2:58)
3. Чушь (4:00)
4. Адаптация (4:54)
5. Another New Happy (4:11)
6. Люди В Чёрном (3:32)
7. Меланхолия (4:34)
8. Семь Жизней, Часть 2 (3:49)
9. Огурец Мозга (5:38)
10. Урсула Ким (4:39)
11. Космос (3:05)
12. Мед (4:00)

- «Искусство ухода за АК-47» (44:19): 22 марта 2007 — Снегири

1. Рэп: Больше Не Кал (6:54)
2. Адекватно (3:36)
3. Сорокин-Трип (5:35)
4. Филип Дик (5:40)
5. Культиватор (7:33)
6. Жир Земли (4:15)
7. Полоски (5:40)
8. Искусство Ухода За АК-47 (5:02)

##### Неофициальный демо-альбом
- Bootleg (37:16): 2010

1. Резюме (4:15)
2. Фантастика 2 (4:29)
3. Палитра (3:30)
4. Зубная паста (5:42)
5. Олимпиада (4:43)
6. Ядерная зима (5:02)
7. Рефлексия (4:51)
8. Весна (4:51)

#### Коллаборации
- 2005 — совместный альбом «Убить Голос» (Skafandr)[80]
  - 14. Полоска (5:36)
- 2006 — совместный альбом «Дикие ёлочные игрушки» (Ёлочные игрушки)[36]
  - 2. Враги (4:29)
- 2008 — альбом «СБПЧ Оркестр» (Самое большое простое число)[52]
  - 2. 16-ти этажка (3:43)
  - 9. Это (3:50)
- 2009 — альбом «Будь Добрым!» (Ларик Сурапов)
  - 3. 2097—1997 (4:36)

### Компиляции
- 2001 — Out To City Two / Выход В Город Два: 1 декабря, ChebuRec[21]
  - 4. Prov (4:55)
- 2005 — Rockets From Russia (An Indie Winter In Saint-Petersburg): Dead Bees Records[81]
  - 17. Tchush
- 2005 — Запрещённая Эстрада: 15 июня, ChebuRec[82]
  - 5. Рэп Больше Не Кал (7:25)
- 2005 — Athlete Не Падает!: New Wave[83]
  - 6. 7 жизней Часть Вторая
- 2006 — Plug & Play: 15 мая, ChebuRec/Plug&Play[84]
  - CD1-3. MIB
- 2006 — Play Station (#04'06): апрель, Play Magazine[85]
  - 16. Огурец Мозга
- 2006 — Русский Рэп 33: New music records[86]
  - A10. Майор Паранойя
- 2007 — Time Out Новая Музыка!: Manchester Files[87]
  - 1. Культиватор
- 2007 — Play Station (#5'07): Play Magazine[88]
  - 9. Адекватно

### Синглы
- 1999[источник не указан 2304 дня] — Prov (4:55)
- 2007[источник не указан 2405 дней] — «Сумрачный Абсурд» (8:39)[41]